# Tepanyehual
Tepanyehual är en ort i Mexiko.   Den ligger i kommunen Nauzontla och delstaten Puebla, i den sydöstra delen av landet, 170 km öster om huvudstaden Mexico City. Tepanyehual ligger 1 437 meter över havet och antalet invånare är 323.
Terrängen runt Tepanyehual är huvudsakligen kuperad, men åt sydost är den bergig. Runt Tepanyehual är det ganska glesbefolkat, med 43 invånare per kvadratkilometer. Närmaste större samhälle är Olintla, 18,0 km nordväst om Tepanyehual. I omgivningarna runt Tepanyehual växer huvudsakligen savannskog.